# Gobernación Oriental
Oriental o Sharqia (en idioma árabe: محافظة الشرقيّة muħāfaẓah āl-Ŝarqiyyah) es una gobernación de la República Árabe de Egipto, situada en el este del delta del Nilo. La capital es la ciudad de Zaqaziq.
Limita al norte con la gobernación de Dakahlia, al este con la gobernación de Puerto Said, al sur con Ismailia y al oeste con Caliubia y Gharbia. El centro administrativo es Zaqaziq.

## Demografía

### Territorio y población
Tiene una superficie de 4.180 kilómetros cuadrados y una población de 5.340.058 habitantes (según cifras del censo llevado a cabo en el año 2006). La densidad poblacional de la Gobernación de Sharkia es de 1.278 habitantes por cada kilómetro cuadrado.
| Población Histórica de la Gobernación Oriental | Población Histórica de la Gobernación Oriental | Población Histórica de la Gobernación Oriental |
| Año                                            | Habitantes                                     | Censo de Población                             |
| ---------------------------------------------- | ---------------------------------------------- | ---------------------------------------------- |
| 1986                                           | 3 420 119                                      | Censo egipcio de 1986                          |
| 1996                                           | 4 281 068                                      | Censo egipcio de 1996                          |
| 2006                                           | 5 354 041                                      | Censo egipcio de 2006                          |
| 2017                                           | 7 163 824                                      | Censo egipcio de 2017                          |
| 2020                                           | 7 580 879                                      | Estimaciones del CAPMAS                        |
| 2027                                           | -                                              | Censo egipcio de 2027                          |

## Distritos con población estimada en julio de 2017
- Abū Ḥammād 433,336
- Abū Kabīr 447,083
- Al-Ḥusayniyah 373,774
- Al-Ibrāhīmiya 183,209
- Al-Qanāyāt 63,016
- Al-Qurayn 84,358
- Aṣ-Ṣaliḥiyah al-Jadīdah 52,883
- Awlād Ṣaqr 226,973
- Az-Zaqāzīq 877,977
- Bilbays 818,029
- Diyarb Najm 493,043
- Fāqūs 615,176
- Hihyā 299,620
- Kafr Ṣaqr 279,595
- Madīnat 'Ashirh min-Ramaḍān 145,278
- Mashtūl as-Sūq 219,794
- Minyā al-Qamḥ 771,987
- Munshāh Abū 'Umar 86,670
- Ṣān al-Ḥajar 158,443